# Mindre törntyrann
Mindre törntyrann (Agriornis murinus) är en fågel i familjen tyranner inom ordningen tättingar.

## Utseende
Mindre törntyrann är som namnet avslöjar en liten törntyrann, med ett utseende som mer påminner om busktyranner än andra törntyranner. Karakteristiskt är förutom storleken den lilla näbben, utan krokförsedd spets. Fjäderdräkten är mestadels gråaktig, undertill ljusare med lite beige på flankerna. På vingarna syns vita kanter på vingpennorna och stjärten har vita sidor.

## Utbredning och systematik
Fågeln häckar i södra Argentina och övervintrar norrut till västra Paraguay och södra Bolivia. Den behandlas som monotypisk, det vill säga att den inte delas in i några underarter.

## Levnadssätt
Mindre törntyrann hittas i öppet landskap. Den ses ofta sitta exponerat i toppen av en buske eller på en ledning.

## Status
Arten har ett stort utbredningsområde och beståndet anses vara stabilt. Internationella naturvårdsunionen IUCN listar den därför som livskraftig (LC).